# Негро, Альфонсо
Альфонсо Негро (итал. Alfonso Negro, 5 июля 1915, Бруклин, США — 7 ноября 1984, Флоренция, Италия) — итальянский футболист, игравший на позиции полузащитника. Прежде известный по выступлениям за клубы «Фиорентина» и «Наполи», а также национальную сборную Италии.

## Клубная карьера
Родившись в США Альфонсо стал одним из первых выходцев из Северной Америки, которые играли в итальянской Серии A. В футболе дебютировал в 1930 году выступлениями за команду нижнелигового клуба «Ангри», в котором провёл три сезона. В течение 1933—1934 годов защищал цвета команды клуба «Катандзаро».
Своей игрой за последнюю команду привлёк внимание представителей тренерского штаба клуба «Фиорентина», к составу которого присоединился в 1935 году. Сыграл за «фиалок» следующие три сезона своей игровой карьеры.
В 1938 году перешёл в «Наполи», в составе которого провёл следующие три года своей карьеры. Большую часть времени, проведённого в составе «Наполи», был основным игроком команды.
Завершил карьеру в клубе «Эрколанезе», выступавшем в низших дивизионах.

## Выступления за сборную
В 1936 году был включен в состав национальной сборной Италии для участия в футбольном турнире на Олимпийских играх 1936 года, которые проходили в Берлине. На этом турнире вышел на поле лишь в одной игре — матче полуфинала против сборной Норвегии, в котором открыл счет встречи, которая завершилась победой итальянцев со счетом 2:1. В финальном матче турнира, в котором итальянцы победили сборную Австрии, став таким образом олимпийскими чемпионами, на поле не выходил, а игра против норвежцев осталась единственным официальным матчем Негро в составе главной команды страны.

## Жизнь вне футбола
В начале Второй мировой войны Негро, который к тому времени уже имел медицинское образование, проходил службу военным медиком на итало-греческом фронте (1941—1942).
В послевоенный период продолжил медицинскую карьеру, специализируясь в акушерстве и гинекологии, читал лекции по этим дисциплинам.
Умер 7 ноября 1984 года на 70-м году жизни в городе Флоренция.

## Титулы и достижения
- Олимпийский чемпион (1): 1936